# Olympische Sommerspiele 1980/Teilnehmer (Simbabwe)
| Gelbes Symbol für Goldmedaillen mit stilisierten Olympischen Ringen | Graues Symbol für Silbermedaillen mit stilisierten Olympischen Ringen | Braundes Symbol für Bronzemedaillen mit stilisierten Olympischen Ringen |
| ------------------------------------------------------------------- | --------------------------------------------------------------------- | ----------------------------------------------------------------------- |
| 1                                                                   | —                                                                     | —                                                                       |

Simbabwe nahm an den Olympischen Sommerspielen 1980 in Moskau mit einer Delegation von 42 Sportlern (23 Männer und 19 Frauen) in 30 Wettkämpfen in zehn Sportarten teil. Der einzige Medaillengewinn gelang der Hockeymannschaft der Frauen, die Olympiasieger wurde.

## Teilnehmer nach Sportarten

### Bogenschießen
Männer
- David Milne
34. Platz

### Gewichtheben
- John de Wet
1. Schwergewicht: 14. Platz

### Hockey
Frauen
- Gold 
Sarah English
Maureen George
Ann Grant
Susan Huggett
Patricia McKillop
Brenda Phillips
Christine Prinsloo
Sonia Robertson
Anthea Stewart
Helen Volk
Linda Watson
Elizabeth Chase
Alexandra Chick
Gillian Cowley
Patricia Davies

### Judo
- Daniel François Fyfer
Halbleichtgewicht: in der 1. Runde ausgeschieden
- John de Wet
Halbschwergewicht: im Achtelfinale ausgeschieden
Offene Klasse: im Achtelfinale ausgeschieden

### Leichtathletik
Männer
- Zephaniah Ncube
5000 m: Vorläufe
- Kenias Tembo
10.000 m: Vorläufe
- Abel Nkhoma
Marathon: 53. Platz
- Tapfumaneyi Jonga
Marathon: 51. Platz

### Radsport
- David Gillow
Straßenrennen: Rennen nicht beendet
- Michael McBeath
Straßenrennen: Rennen nicht beendet
- John Musa
Bahn Sprint: Vorläufe
Bahn 1000 m Zeitfahren: 18. Platz

### Schießen
- Ian Redmond
Schnellfeuerpistole 25 m: 33. Platz
Freie Pistole 50 m: 27. Platz
- David Westerhout
Schnellfeuerpistole 25 m: 38. Platz
- Maureen Reichert
Freie Pistole 50 m: 28. Platz
- Dennis Hardman
Kleinkaliber Dreistellungskampf 50 m: 30. Platz
Kleinkaliber liegend 50 m: 25. Platz
- Paul Meyer
Trap: 25. Platz
- Jason Cambitzis
Trap: 33. Platz
- Jeremy Cole
Skeet: 33. Platz
- Richard Gardner
Skeet: 43. Platz

### Schwimmen
Männer
- Guy Goosen
100 Meter Freistil: Vorläufe
200 Meter Freistil: Vorläufe
100 Meter Schmetterling: Halbfinale

Frauen
- Lynne Tasker
100 Meter Freistil: Vorläufe
100 Meter Brust: Vorläufe
200 Meter Brust: Vorläufe

### Segeln
- Peter Wilson
Finn-Dinghy: 16. Platz
- Jeremy O’Connor
470er: 13. Platz
- Robin O’Connor
470er: 13. Platz

### Wasserspringen
Männer
- David Parrington
3 m Kunstspringen: 24. Platz
10 m Turmspringen: 22. Platz

Frauen
- Antonette Wilken
3 m Kunstspringen: 10. Platz
10 m Turmspringen: 16. Platz
- Debbie Hill
3 m Kunstspringen: 14. Platz